# Ubajara
Ubajara este un oraș în statul Ceará (CE) din Brazilia.